# مارثا لين فوكس
مارثا لين فوكس، البارونة لين فوكس من سوهو (من مواليد 10 فبراير 1973) سيدة أعمال بريطانية شاركت في تأسيس لاست منيت خلال طفرة الدوت كوم في أوائل العقد الأول من القرن الحادي والعشرين وعملت بعد ذلك في مشاريع رقمية للخدمة العامة. وهي عضو في مجلس إدارة وي ترانسفير وشانيل، فضلاً عن كونها أحد أمناء صندوق صندوق كوينز كومنولث. عملت سابقًا في مجلس إدارة القناة الرابعة.
دخلت مجلس اللوردات كعضوة في مجلس اللوردات في 26 مارس 2013، لتصبح أصغر عضوة فيه؛ تم تعيينها مستشارة للجامعة المفتوحة في 12 مارس 2014. في أكتوبر 2019، تم اختيارها من قبل مجلة ذا درام الإعلامية والتسويقية باعتبارها المرأة الأكثر تأثيرًا في القطاع الرقمي في بريطانيا منذ ربع القرن الماضي.